# Dan Turturică
Dan Cristian Turturică conduce, începând din august 2019, siteul de știri Universul.net. Între noiembrie 2015 și februarie 2019 a fost redactorul sef al siteului digi24.ro. Între 2006 și 2015 a fost redactorul șef al celui mai longeviv cotidian din România - „România liberă”. Având o activitate de aproape 25 de ani în presa scrisă, el a mai condus săptămânalul „Prezent” (2005-2006) și cotidianul "Evenimentul zilei" (2000-2005). 
Înainte de a deține aceste funcții, el a fost corespondent special al ziarului „Ziua” în SUA, timp de aproape trei ani, timp în care și-a obținut Masterul în Mass Comunicații la Universitatea California. A debutat ca reporter în 1990, la săptămânalul „Expres”, condus de Cornel Nistorescu. Dan Cristian Turturică a desfășurat activități și în domeniul televiziunii, el fiind unul dintre producătorii și prezentatorul emisiunii "Reporter Incognito", difuzată între 2002 și 2004 de postul "Prima TV". De asemenea, a moderat talk-show-urile "Prim Plan" (TVR) și "Arena Media" (Realitatea TV).
Momentul în care a intrat în atenția opiniei publice a fost cel în care a fost demis de conducerea trustului "Ringier" din funcția de redactor-șef al cotidianului „Evenimentul zilei”. Presa internațională a relatat pe larg acest conflict, care a escaladat prin demisia în semn de solidaritate cu Turturică a 80 de redactori ai celui mai combativ cotidian românesc la acea dată, precum și prin proteste de stradă în fața ambasadei Elveției. Iată ce a scris mass-media internațională despre acest incident catalogat ca unul dintre cele mai grave atacuri impotriva libertății presei din România:
- http://www.knight.icfj.org/i/KnightlineSummer06/Summer06Knightline.pdf%5Bnefuncțională%5D
- http://www.woz.ch/artikel/inhalt/2005/nr02/Wirtschaft/11224.html%5Bnefuncțională%5D
- http://cpj.org/2005/03/attacks-on-the-press-2004-romania.php
- http://www.rferl.org/content/Article/1056749.html
- http://www.euractiv.ro/uniunea-europeana/articles%7CdisplayArticle/articleID_15017/Vedete-la-deschiderea-anului-FJSC.html
- http://etajul6.ro/fjscnews/2005/05/26/simpozion-despre-etica-si-deontologie-in-presa/ Arhivat în 1 aprilie 2010, la Wayback Machine.
- http://www.ziua.ro/display.php?id=171177&data=2005-03-08%5Bnefuncțională+–+%5D
- http://www.icwa.org/txtArticles/CM-8.htm Arhivat în 21 octombrie 2013, la Wayback Machine.